# لويس دي لاسي
لويس دي لاسي هو عسكري وسياسي إسباني، ولد في 11 يناير 1775 في سان روج في إسبانيا، وتوفي في 5 يوليو 1817 في Bellver Castle ‏ في إسبانيا. انتخب Captain General of Catalonia ‏ (1811 – 26 فبراير 1813).